# Fabriciana prufferi
Fabriciana prufferi är en fjärilsart som beskrevs av Ceslau Maria de Biezanko 1922. Fabriciana prufferi ingår i släktet Fabriciana och familjen praktfjärilar. Inga underarter finns listade i Catalogue of Life.